# True Love Waits (bài hát)
"True Love Waits" là ca khúc của ban nhạc rock người Anh Radiohead, nằm trong album năm 2016 của ban nhạc A Moon Shaped Pool. Ca khúc lần đầu được Thom Yorke trình diễn vào năm 1995 bằng đàn guitar acoustic và đàn piano Fender Rhodes. Nhà sản xuất Nigel Godrich từng muốn phát hành ca khúc trong các album OK Computer (1997), Kid A (2000) rồi Amnesiac (2001) nhưng không thể tìm được hòa âm phù hợp.
Bản thu trực tiếp của "True Love Waits" trong chuyến lưu diễn Amnesiac được phát hành trong album I Might Be Wrong: Live Recordings (2001). Tới năm 2016, ấn bản phòng thu của ca khúc này cuối cùng cũng được Radiohead xử lý và phát hành trong album A Moon Shaped Pool với phần đệm piano ballad. Tất cả các ấn bản của ca khúc đều được đánh giá cao, trong đó nhiều nhận xét cho rằng thời gian chờ đợi lâu đã góp phần tạo nên một ấn bản phòng thu chất lượng. Cho dù chưa bao giờ được phát hành dưới dạng đĩa đơn, "True Love Waits" lại từng xuất hiện trong các bảng xếp hạng SNEP của Pháp và Hot Rock Song của Mỹ.

## Xếp hạng
| Bảng xếp hạng (2002)              | Vị trí cao nhất |
| --------------------------------- | --------------- |
| Pháp (SNEP)                       | 181             |
| Hoa Kỳ Hot Rock Songs (Billboard) | 43              |